# توشییوکی هوسوکاوا
توشییوکی هوسوکاوا (انگلیسی: Toshiyuki Hosokawa; ۱۵ دسامبر ۱۹۴۰ – ۱۴ ژانویهٔ ۲۰۱۱) هنرپیشه، صداپیشه، بازیگر تئاتر، و بازیگر سینما اهل ژاپن بود.
از فیلم‌ها یا برنامه‌های تلویزیونی که وی در آن نقش داشته‌است می‌توان به روزهای کودکی اشاره کرد.

## فیلم‌شناسی

### فیلم
- روزهای کودکی
- زاتوئیچی و یوجیمبو
- خواهران ماکیئوکا
- آشیتا نو جو
- آقای مک دونالد خوش آمدید